# Mangrove Cay
Mangrove Cay är ett distrikt i Bahamas. Det ligger på ön Andros i den södra delen av landet, 110 km söder om huvudstaden Nassau.
I omgivningarna runt Mangrove Cay växer huvudsakligen savannskog. Trakten runt Mangrove Cay är nära nog obefolkad, med mindre än två invånare per kvadratkilometer.